# Volker Tiefensee

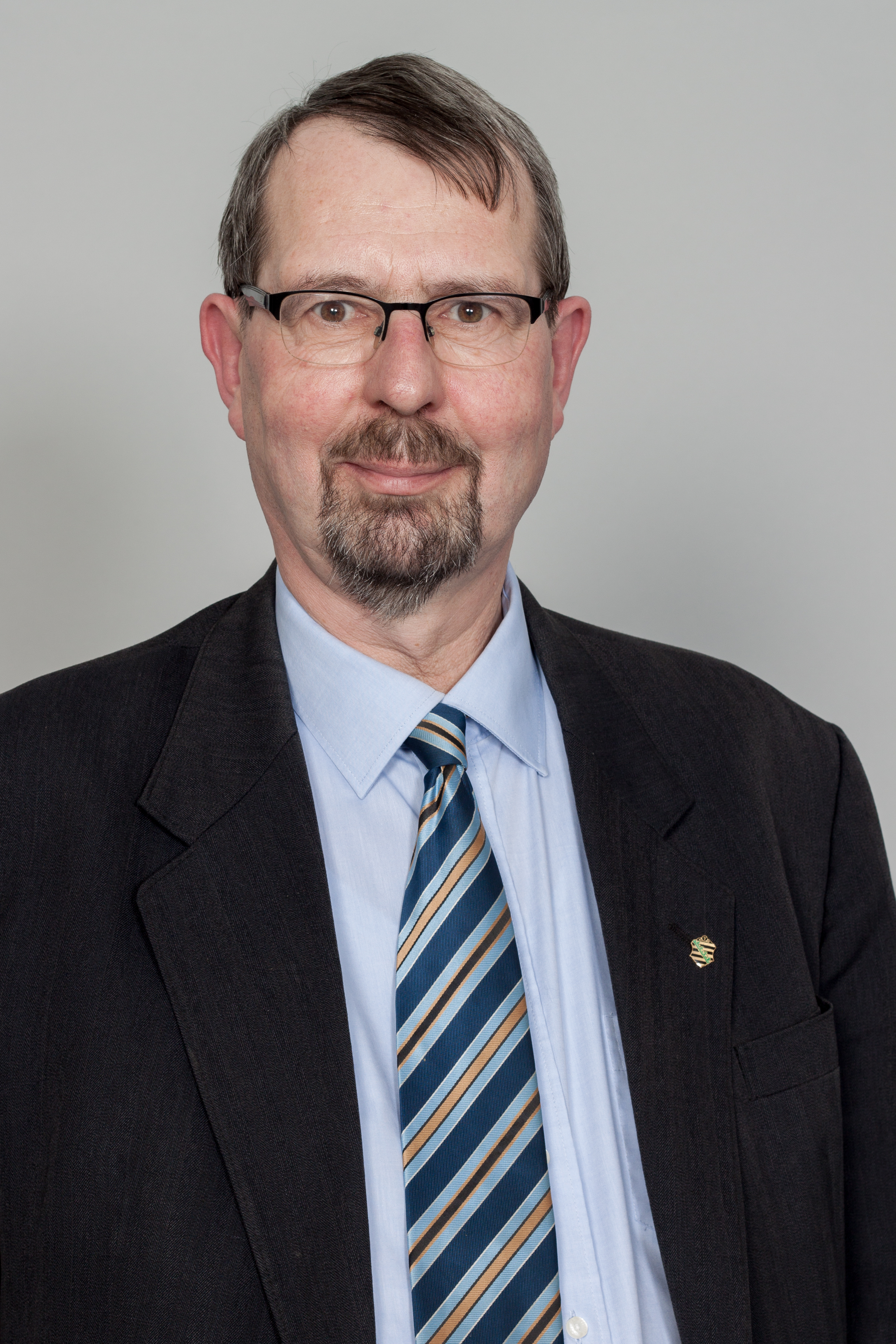
Volker Tiefensee 2013

Volker Tiefensee (* 7. November 1956 in Gera, DDR) ist ein deutscher Politiker (CDU). Er war von 2009 bis 2019 Mitglied des Sächsischen Landtags.

## Leben, Beruf und Familie
Tiefensee schloss 1973 die Polytechnische Oberschule nach der 10. Klasse ab und absolvierte danach eine zweijährige Lehre als Zootechniker/Mechanisator. Von 1975 bis 1981 war er in der LPG Rackwitz beschäftigt. Innerhalb dieser Zeit erfolgte die Weiterbildung zum Meister für Rinderproduktion. Nach einem Jahr für Gott im Kloster St. Marienthal leistete Tiefensee von 1982 bis 1984 als Bausoldat den Dienst ohne Waffe in der NVA. Anschließend arbeitete er bis 1990 in der LPG Badrina und begann ein ergänzendes Studium zum Agraringenieur, welches er 1991 abschloss.
Bereits im Jahr der Deutschen Wiedervereinigung 1990 war Tiefensee zum Bürgermeister in Badrina gewählt worden. 1992 bis 1994 absolvierte er zwei Lehrgänge für Verwaltungsangestellte. 1995 wurde er Bürgermeister der durch den Zusammenschluss von fünf Gemeinden (u. a. Badrina) entstandenen Gemeinde Schönwölkau. Nach dem Abschluss einer Verwaltungsgemeinschaft mit der Gemeinde Krostitz 2008, verlor Schönwölkau seine hauptamtliche Bürgermeisterstelle und Tiefensee übte das Amt ab 2009 nunmehr ehrenamtlich neben seinem Landtagsmandat aus.
Volker Tiefensee ist römisch-katholischer Konfession und ledig. Er ist der jüngste Sohn des Komponisten Siegfried Tiefensee (1922–2009). Sein Bruder Eberhard ist emeritierter Professor für Philosophie an der Katholisch-Theologischen Fakultät der Universität Erfurt.
Sein zweiter Bruder Wolfgang Tiefensee ist SPD-Politiker, war von 2005 bis 2009 Bundesverkehrsminister und war von 2014 bis 2024 Wirtschaftsminister in Thüringen.

## Politik
Tiefensee war von März 1989 bis Juli 1990 Mitglied der Demokratischen Bauernpartei Deutschlands. 1994 trat er der CDU bei und ist dort seit 2008 Mitglied des Kreisvorstands der CDU Nordsachsen.
Bei den ersten freien Kommunalwahlen zog Tiefensee 1990 als Mitglied in den Kreistag des Landkreises Nordsachsen und ist seitdem stets wiedergewählt worden.
Bei der Landtagswahl 2009 gewann er das Direktmandat im Wahlkreis Delitzsch (Wahlkreis 32) mit 39,8 % der Erststimmen und zog so in den Sächsischen Landtag ein. Er war Mitglied im Ausschuss für Umwelt und Landwirtschaft und im Europaausschuss sowie Mitglied im Präsidium des Landtages.
Bei der Landtagswahl in Sachsen 2014 gewann er erneut das Direktmandat im Wahlkreis Nordsachsen (Wahlkreis 34) mit 46,9 % der Erststimmen.

## Ehrenämter
Volker Tiefensee ist Vorsitzender des Landschaftspflegeverbandes Nordwestsachsen, Vorsitzender des Fördervereins Schullandheim Reibitz, Vorsitzender des Badrina-Scholitzer Heimatvereins sowie Vorsitzender des Lindenhayner Heimatvereins.